# (1111) Reinmuthia
(1111) Reinmuthia – planetoida z pasa głównego asteroid okrążająca Słońce w ciągu 5 lat i 68 dni w średniej odległości 2,99 au. Została odkryta 11 lutego 1927 roku w Landessternwarte Heidelberg-Königstuhl przez Karla Reinmutha. Odkrywca nadał jej nazwę pochodzącą od swojego nazwiska. Przed nadaniem nazwy planetoida nosiła oznaczenie tymczasowe (1111) 1927 CO.